# M-1グランプリ2022
『M-1グランプリ2022』（エムワングランプリ2022）は、吉本興業・朝日放送テレビ（ABCテレビ）主催の漫才コンクール「M-1グランプリ」の第18回大会。2022年12月18日に決勝戦が開催され、ABCテレビ・テレビ朝日系列にて生放送された。大会スローガンは「漫才を塗り替えろ。」。優勝者はウエストランド。

## 概要
総エントリー数は再エントリーを含め7261組で、前年度からの増加幅が1000組を超えたのは初めて。
今大会の決勝戦は、地上波と同時にインターネット（TVer）でも初めて同時配信が行われた。また、敗者復活戦と決勝の見逃し配信（TVer・GYAO!）も併せて行われた。

## 大会の流れ

### 予選
エントリー受付は6月29日から8月31日まで。1回戦は8月1日から10月5日にかけて全国各地で開催され、その後は東京、大阪・京都の2地区に分けて、10月6日 - 19日に2回戦、10月24日 - 31日に3回戦、11月12日 - 16日に準々決勝が行われた。
エントリーした7261組中、299組が3回戦、116組が準々決勝に進出。ベストアマチュア賞は「深海魚」が受賞し、準決勝でオープニングアクトとしてネタを披露した。その一方で、今大会では過去に類を見ないほどの波乱が続出した。
- 大会史上初めて、決勝戦経験者（馬鹿よ貴方は）が1回戦敗退に終わった[注 1][4]。
- 第12回（2016年）以降で初めて、前年度の決勝戦進出者（もも）が3回戦で敗退した[5]。
- 連続した年度において、初めて前年度の最終決戦進出者（インディアンス）が準々決勝で敗退した[注 2]。
- 準決勝に進出した前年度の決勝戦進出者が3組（真空ジェシカ、オズワルド、ロングコートダディ）と過去最少。

準決勝は11月30日に行われ、ワイルドカード枠の金属バットを含む28組が出場した。準決勝初進出はカゲヤマ、シンクロニシティ、ママタルト、ハイツ友の会、THIS IS パン、かもめんたる、ケビンス、ダイヤモンド、ビスケットブラザーズ、ヤーレンズ、ななまがり、ストレッチーズの12組。審査の結果、真空ジェシカとロングコートダディが2年連続、ウエストランドが2年ぶり、さや香が5年ぶり、カベポスター、男性ブランコ、ダイヤモンド、キュウ、ヨネダ2000が初の決勝戦進出を果たした。

### 敗者復活戦（大会の流れ）
12月18日、決勝戦直前の14時55分より六本木ヒルズアリーナにて開催。視聴者投票により、準決勝敗退者から1組のみ勝ち上がることができる。ワイルドカード枠を除く18組に出場資格が与えられたが、コウテイがメンバーの体調不良により欠場したため、17組で争うことになった。
前々回・前回に出演した銀シャリがスケジュールの都合により欠席となったため、石田明と鷲尾千尋が出番順抽選会の司会を務めることになり、石田が投げたサイコロによって「アルファベット逆順」にくじを引くことになった。本戦の司会は5年連続の陣内智則と、過去の『M-1』でもリポーターを務めているヒロド歩美が務めた。
総投票数は290万1507票。投票の結果、オズワルドと令和ロマンが上位2組に名を連ね、47万9890票を獲得したオズワルドが決勝戦に進出した。

### 決勝戦（大会の流れ）
12月18日にテレビ朝日にて開催。決勝戦の司会は16大会連続の今田耕司と、11大会連続の上戸彩。
審査員は塙宣之、富澤たけし、立川志らく、礼二、松本人志に加え、勇退を発表していたオール巨人と上沼恵美子の後任として、博多大吉が第13回大会（2017年）以来5年ぶりに、山田邦子が初めて就任した。
ファーストラウンドの出番順を決める「笑神籤（えみくじ）」を引き演者を発表する役割には、THE MATCH 2022にて白星を飾った那須川天心が招かれ、全組分の抽選と発表を行った。笑神籤による抽選の結果、カベポスター、真空ジェシカ、オズワルド（敗者復活組）、ロングコートダディ、さや香、男性ブランコ、ダイヤモンド、ヨネダ2000、キュウ、ウエストランドの順でネタを披露した。
敗者復活組を除く決勝進出コンビ9組の紹介VTRでは、「○○（コンビ名）とは―」への2人の返答が表記された。
| コンビ名           | ○○（コンビ名）とは―        |
| ------------------ | -------------------------- |
| カベポスター       | ゆるやかなのに、飽きない。 |
| 真空ジェシカ       | 川北の頭の中。             |
| ロングコートダディ | ワクワク感。               |
| さや香             | ケンカやと思われる熱量。   |
| 男性ブランコ       | 難しくて楽しい演芸。       |
| ダイヤモンド       | おもしろ立ち話。           |
| ヨネダ2000         | 楽しい時間。               |
| キュウ             | 遊び場。                   |
| ウエストランド     | 井口の爆発。               |

審査員7名による採点の結果、さや香が1位通過、ロングコートダディが2位通過、ウエストランドが3位通過で最終決戦に進出。CM中にファーストラウンド上位の組からネタ順を選択し、例年通りファーストラウンド下位から順にネタを披露した。最終投票では大吉がさや香に、他の6名がウエストランドに投票。6票を獲得したウエストランドが第18代王者となった。

## 結果

### 決勝戦（結果）
| 金背景   | 1位通過、優勝      |
| 銀背景   | 2位通過            |
| 銅背景   | 3位通過            |
| 赤文字   | 審査員別の最高評点 |
| 青文字   | 審査員別の最低評点 |
| 赤太文字 | 全体の最高評点     |
| 青太文字 | 全体の最低評点     |

- 順位は最終決戦に進出したコンビは票数、それ以外のコンビはファーストラウンドの得点による順序。
  - ファーストラウンドの得点が同じ場合は、高得点を付けた審査員の人数が多い順に並べ、得点欄に括弧書きで高得点を付けた審査員の人数を記載。順位は公式サイトなどに準拠し同率とする[注 5][注 6]。
- 所属事務所は出場当時。
- 敗者復活組はキャッチコピーが無いため、「（敗者復活組）」とする。
- 順位や得点などをまとめた表は、矢印がついたセルをクリックすると、昇順、降順、元の順の順番で並び替えられる。

| 順位 | コンビ名 所属事務所               | No.  | 結成年 | 決勝戦進出歴             | キャッチコピー   | ファースト | ファースト    | 最終決戦 | 最終決戦 |
| 順位 | コンビ名 所属事務所               | No.  | 結成年 | 決勝戦進出歴             | キャッチコピー   | 出番       | 得点          | 出番     | 得票     |
| ---- | --------------------------------- | ---- | ------ | ------------------------ | ---------------- | ---------- | ------------- | -------- | -------- |
| 優勝 | ウエストランド タイタン           | 3312 | 2008年 | 2年ぶり 2回目 ノーシード | 小市民怒涛の叫び | 10番       | 659点         | 1番      | 6票      |
| 2位  | さや香 吉本興業                   | 2852 | 2014年 | 5年ぶり 2回目            | 熱血リベンジ     | 5番        | 667点         | 3番      | 1票      |
| 3位  | ロングコートダディ 吉本興業       | 4948 | 2009年 | 2年連続 2回目            | ゆるハイブリッド | 4番        | 660点         | 2番      | 0票      |
| 4位  | 男性ブランコ 吉本興業             | 1795 | 2011年 | 初進出                   | あぶない地味男   | 6番        | 650点         |          |          |
| 5位  | 真空ジェシカ プロダクション人力舎 | 26   | 2012年 | 2年連続 2回目            | アンコントロール | 2番        | 647点 （4名） |          |          |
| 5位  | ヨネダ2000 吉本興業               | 1794 | 2020年 | 初進出                   | なかよし奇想天外 | 8番        | 647点 （3名） |          |          |
| 7位  | オズワルド 吉本興業               | 3311 | 2014年 | 4年連続 4回目            | （敗者復活組）   | 3番        | 639点         |          |          |
| 8位  | カベポスター 吉本興業             | 4491 | 2014年 | 初進出                   | 草食系ロジカル   | 1番        | 634点         |          |          |
| 9位  | キュウ タイタン                   | 3402 | 2013年 | 初進出                   | ノーリアル       | 9番        | 620点         |          |          |
| 10位 | ダイヤモンド 吉本興業             | 1771 | 2017年 | 初進出 ノーシード        | クレイジーな輝き | 7番        | 616点         |          |          |

| 出番順 | コンビ名           | 得点計 | 邦子 | 大吉 | 塙 | 富澤 | 志らく | 礼二 | 松本 |
| ------ | ------------------ | ------ | ---- | ---- | -- | ---- | ------ | ---- | ---- |
| 1      | カベポスター       | 634    | 84   | 94   | 92 | 93   | 89     | 92   | 90   |
| 2      | 真空ジェシカ       | 647    | 95   | 92   | 92 | 92   | 94     | 94   | 88   |
| 3      | オズワルド         | 639    | 87   | 93   | 90 | 90   | 95     | 92   | 92   |
| 4      | ロングコートダディ | 660    | 94   | 92   | 94 | 96   | 96     | 95   | 93   |
| 5      | さや香             | 667    | 92   | 96   | 95 | 97   | 95     | 97   | 95   |
| 6      | 男性ブランコ       | 650    | 86   | 91   | 92 | 95   | 94     | 96   | 96   |
| 7      | ダイヤモンド       | 616    | 86   | 90   | 88 | 88   | 88     | 89   | 87   |
| 8      | ヨネダ2000         | 647    | 91   | 91   | 96 | 91   | 97     | 90   | 91   |
| 9      | キュウ             | 620    | 87   | 90   | 88 | 90   | 89     | 90   | 86   |
| 10     | ウエストランド     | 659    | 91   | 93   | 93 | 94   | 98     | 96   | 94   |

| 出番順 | コンビ名           | 得票数 | 邦子 | 大吉 | 塙 | 富澤 | 志らく | 礼二 | 松本 |
| ------ | ------------------ | ------ | ---- | ---- | -- | ---- | ------ | ---- | ---- |
| 1      | ウエストランド     | 6      | ★    |      | ★  | ★    | ★      | ★    | ★    |
| 2      | ロングコートダディ | 0      |      |      |    |      |        |      |      |
| 3      | さや香             | 1      |      | ★    |    |      |        |      |      |

備考
- 第3回（2003年）以降で初めて、準決勝通過コンビに決勝進出3回目以上のコンビがいない大会となった。
- 第9回（2009年）のハリセンボン以来、9大会ぶり（13年ぶり）に女性同士のコンビ（ヨネダ2000）が決勝戦進出を果たした。
  - ヨネダ2000は2020年代に結成したコンビとして決勝進出した初のコンビである。
  - 第16回（2020年）から3年連続で、前年度の敗者復活戦10位のコンビが決勝戦に進出した。

- タイタン所属のコンビが2組同時に決勝進出を果たした（ウエストランド、キュウ）。
  - 吉本興業以外の同じ事務所から、同じ大会で2組同時に決勝戦に進出するのは、第1回（2001年）と第2回（2002年）の松竹芸能（ますだおかだ、アメリカザリガニ）以来2社目で、実に16大会ぶり（20年ぶり）である。
  - 第17回（2021年）から2年連続で、前年度の敗者復活戦最下位のコンビが決勝戦に進出した。

- 第16回（2020年）から3年連続で、敗者復活戦で5番目にネタを披露したコンビが決勝戦に進出した。
- 各審査員が1組のみに最高評点を与えた回で、「そのコンビが満場一致」でないのは第3回（2003年）以来、実に15大会ぶり（19年ぶり）である。
  - ロングコートダディがファーストラウンドで獲得した「平均94.29点（660 / 700点）」及び「ファーストラウンド2位通過」は、どの審査員からも最高評点を与えられずに獲得した平均点及び順位としては、第15回（2019年）のかまいたちと並んで最高記録である。

- 2年連続で「決勝進出経験あり、最終決戦初進出」の3組での最終決戦となった。
- R-1グランプリ、キングオブコント、女芸人No.1決定戦 THE Wと合わせて、初めてタイタン所属のコンビ（ウエストランド）が優勝した。
  - 史上初めて、2年連続で吉本興業以外に所属するコンビが優勝した。
  - 初めてファーストラウンドで10番目にネタを披露したコンビが優勝した。これによりファーストラウンド1 - 10番まで全ての順番から優勝者が出たことになった。
  - ノーシードからの優勝はトレンディエンジェル、ミルクボーイに次ぐ3組目、返り咲きからの優勝はマヂカルラブリーに次ぐ2組目で、両方を合わせたノーシードからの返り咲き優勝は史上初である。

### 敗者復活戦（結果）
- コンビ名、所属事務所は出場当時、結成年の太字はラストイヤー、金背景は決勝戦進出者。

| 順位 | コンビ名             | 所属事務所                     | No.  | 結成年 | 出番 | 票数       |
| ---- | -------------------- | ------------------------------ | ---- | ------ | ---- | ---------- |
| 1位  | オズワルド           | 吉本興業                       | 3311 | 2014年 | 5番  | 47万9890票 |
| 2位  | 令和ロマン           | 吉本興業                       | 1498 | 2018年 | 6番  | 35万5577票 |
| 3位  | ミキ                 | 吉本興業                       | 3985 | 2012年 | 15番 | 34万5566票 |
| 4位  | からし蓮根           | 吉本興業                       | 4224 | 2013年 | 3番  | 23万9203票 |
| 5位  | マユリカ             | 吉本興業                       | 4536 | 2011年 | 17番 |            |
| 6位  | ヤーレンズ           | ケイダッシュステージ           | 1111 | 2011年 | 14番 |            |
| 7位  | ビスケットブラザーズ | 吉本興業                       | 5019 | 2011年 | 9番  |            |
| 8位  | ななまがり           | 吉本興業                       | 1499 | 2008年 | 10番 |            |
| 9位  | ダンビラムーチョ     | 吉本興業                       | 1772 | 2011年 | 11番 |            |
| 10位 | ハイツ友の会         | 吉本興業                       | 1693 | 2019年 | 12番 |            |
| 11位 | ケビンス             | 吉本興業                       | 1773 | 2021年 | 13番 |            |
| 12位 | カゲヤマ             | 吉本興業                       | 1765 | 2008年 | 8番  |            |
| 13位 | かもめんたる         | サンミュージックプロダクション | 4359 | 2007年 | 16番 |            |
| 14位 | シンクロニシティ     | フリー                         | 39   | 2017年 | 1番  |            |
| 15位 | THIS IS パン         | 吉本興業                       | 1764 | 2017年 | 4番  |            |
| 16位 | ママタルト           | サンミュージックプロダクション | 417  | 2016年 | 2番  |            |
| 17位 | ストレッチーズ       | 太田プロダクション             | 2046 | 2014年 | 7番  |            |

## 社会的反応
Twitterでにゃんこスターのスーパー3助が、一緒に見ていた三四郎の小宮浩信がウエストランドの優勝に号泣する様子を捉えた動画を投稿し、多くの反響が寄せられた。
ウエストランドが最終決戦で「R-1には夢がない」とR-1グランプリをネタにしたことが話題となった。お見送り芸人しんいちなど、R-1王者がTwitterで反応し、中でも三浦マイルドは『マルコポロリ!』にサプライズゲストとして出演した際、ゲストのウエストランドに対し、「俺の目を見て言えるか？」と詰め寄り、放送後にTwitterで「お互い芸人なんやし板の上でネタの勝負しようや。R-1王者とM-1王者どっちがウケるか。タイタンの事務所ライブに乗り込んでもええよ」と息巻いた。その後の『R-1グランプリ2023』の決勝進出者発表会見や審査員のコメントで、井口の発言について触れられており、プロモーションムービーやオープニングのVTRでは「夢」がテーマとなっているなど、井口の発言を盛り込んだものとなっていた。
他にも結成9年のキュウが、ファーストラウンドで9番目に登場し、午後9時9分にネタが終わり、最終順位が9位になったことが話題になった。キュウ自身もエントリーナンバー「3402」の各桁を足すと9になることをネタにしている。

## スタッフ
個別記事のある人物・会社のみ記載し、所属先は省略する。
- 構成：倉本美津留、前田政二、石原健次
- 予選審査員：遠藤敬、大井洋一、里村仁志、下田雄大、友野英俊、ハスミマサオ、長谷川朝二、堀由史、やまだともカズ
- ナレーション：畑中ふう、アラン・J、Sayoko Kamei
- ABC本社 Gサブ
  - P：岸岡孝治
- デジタル：佐々木匡哉
- 営業：竹野康治郎
- WEB企画協力：GYAO!
- 協力：よしもとブロードエンタテインメント、tv asahi create、アイネックス、森ビル、テイクシステムズ、テルミック、共立、tv asahi service、VALSE inc.、三交社、俳優座劇場、つむら工芸、テレフィット、ハリウッド美容専門学校、イングス、戯音工房
- 映像提供：テレビ西日本、CONTENTS LEAGUE、PIXTA
- プロデューサー：芝聡
- 協力：テレビ朝日
- 制作：朝日放送テレビ、吉本興業

## 関連番組
アマチュアたちのM-1グランプリ（ABCラジオ）
11月12日・19日 20:30 - 22:30に放送。アマチュア漫才師の中から、1週目は夫婦コンビの「つまようじ」、2週目は変ホ長調をピックアップし、松本若菜、北村有起哉らが出演するラジオドラマと、本人たちに対する東野幸治のインタビューで構成される。

キラリと光るマヂカルスターを探せ! 2022（YouTube）
前編は11月12日 22:00、後半は13日 22:00に配信。1回戦の中から厳選された、個性の強いネタを披露した「マヂカルスター」にマヂカルラブリーがコメントする。

超お宝映像で振り返るM-1衝撃の瞬間SP（ABCテレビ・テレビ朝日系列、TVer）
12月11日 12:55 - 13:55に生放送。過去の大会の名場面を振り返る。この番組内で決勝戦の審査員発表も行われた。出演者はブラックマヨネーズ、宮崎美子。

ラジオでウラ実況!M-1グランプリ2022（ABCラジオ）
12月18日 18:00から放送。決勝戦のサイマル生中継を組み込んだ特別番組。出演者は石田明、笑い飯、斎藤真美。

M-1グランプリ2022 世界最速大反省会（GYAO!）
決勝戦終了直後に生配信。決勝戦を終えたばかりのファイナリスト達を迎え、今大会を振り返る。司会は小籔千豊、ゲストは錦鯉、マヂカルラブリー、ミルクボーイ。

M-1打ち上げ by ストロングゼロ（YouTube）
12月19日 0:00（18日深夜24:00）から生配信。決勝戦を終えたファイナリスト達を招いての打ち上げ企画。幹事（司会）は千鳥。